# 巴西福斯
巴西福斯汽車公司（葡萄牙語：Volkswagen do Brasil Ltda.），通常简称巴西福斯，是福斯汽車在巴西的子公司，总部位于圣保罗州，该公司也是巴西最大的汽车制造商。